# Daniel Chee Tsui
Daniel Chee Tsui (Fan, Henan, 28. veljače 1939.), američki fizičar kineskog podrijetla. Školovao se u Hong Kongu, zatim od 1958. u Rock Islandu u SAD-u, te od 1961. na Sveučilištu u Chicagu, gdje je doktorirao 1967. Od 1968. radio je u Bellovim laboratorijima u Murray Hillu, da bi nakon otkrića frakcijskoga kvantnog Hallova učinka 1982. dobio mjesto profesora na Princetonskom sveučilištu. Za to je otkriće s H. L. Stormerom i R. Laughlinom dobio Nobelovu nagradu za fiziku 1998.